# Албрехт III фон Мансфелд-Фордерорт
Албрехт III (V) фон Мансфелд-Фордерорт (на немски: Albrecht III (V) von Mansfeld-Vorderort; * ок. 1450; † 3 декември 1484 в Лайпциг) от младата линия на Дом Мансфелд е граф (1477) на Мансфелд-Фордерорт и Хелдрунген (1484 – 1531). Основава линията Мансфелд-Фордерорт.

## Произход
Той е син на граф Гюнтер II фон Мансфелд-Кверфурт-Антерн (* 1406/1410; † 10 март 1475) и първата му съпруга Анна фон Хонщайн († 25 ноември 1450), дъщеря на граф Ернст II фон Хонщайн-Клетенберг (ок. 1373 – 1426) и Анна София фон Щолберг (ок. 1377 – 1436).
Брат е на Ернст I фон Мансфелд-Хинтерорт (* 1445; † 18 юни 1486), София († сл. 30 ноември 1484), абатиса в Ной-Хелфта (1465 – 1467), и Елизабет († 18 септември 1482), омъжена на 27 март 1454 г. за княз Албрехт VI фон Анхалт-Кьотен (1419 – 1475) и на 22 март 1481 г. за Бруно XIII фон Кверфурт († 1496). Полубрат е на Георг фон Мансфелд († сл. 1483, прободен във Франция), син на втората съпруга на баща му Маргарета фон Хенеберг-Рьомхилд (1427 – 1460).

## Фамилия
Албрехт III се жени 1473 г. за Сузана фон Бикенбах (* пр. 1469; † 19 (20) април 1530, погребана във Валкенрид), дъщеря на Конрад XII фон Бикенбах-Хоенберг (1429 – 1483) и графиня Агнес фон Насау-Висбаден-Идщайн (1423 – 1485), дъщеря на граф Адолф II фон Насау-Висбаден-Идщайн (1386 – 1426) и маркграфиня Маргарета фон Баден (1404 – 1442). Договорът за нейната зестра от 1469 г. определя нейната зестра от 5000 гулдена, платени от княжеския епископ на Вюрцбург Рудолф II. Те имат децата:

- Гюнтер IV фон Мансфелд-Фордерорт (1475 – 1526), наследява баща си, рицар на Тевтонския орден (1498), женен I. за Агнес фон Глайхен-Тона, II. на 4 юни 1503 г. за Агнес фон Глайхен-Бланкенхайн († 1536)
- Хойер VI фон Мансфелд-Фордерорт (1477 – 1540)
- Ернст II фон Мансфелд-Фордерорт (1479 – 1531), женен I. 1500 г. в Кверфурт за Барбара фон Кверфурт (ок. 1485 – 1511), II. на 14 юни 1512 г. за графиня Доротея фон Золм-Лих (1493 – 1578)
- Анна († 1495), монахиня в манастир Айзлебен
- Елизабет († 21/30 октомври 1495), монахиня в манастир Ной-Хелфта
- Граф Фолрад († 1494/1502)

Вдовицата му Сузана фон Бикенбах се омъжва втори път за граф Хайнрих XII фон Хонщайн-Клетенберг († 4 юли 1529).